# Château de Saint-Julien d'Empare
Le château de Saint-Julien d'Empare est un château situé à Capdenac-Gare, en France.

## Description
Le château construit au Moyen Âge était à l’origine constitué d’un corps central entre quatre tours d’angle, dont trois subsistent aujourd'hui. Ces tours portent encore des éléments architecturaux qui rappellent leur caractère fortifié. (corbeaux, meurtrières, etc.). L’ouvrage était entouré de fossés aujourd’hui comblés, mais dont la trace subsiste encore à l’ouest du site.
L’édifice a été profondément modifié au XVIIIe siècle : suppression du corps central d’origine et d’une tour, construction de l’actuel corps central entre la tour nord et la tour sud.
En langue occitane, l’appellation des lieux exprime une vocation protectrice et défensive.

## Localisation
Le château est situé sur la commune de Capdenac-Gare, dans le département français de l'Aveyron.

## Historique
Construit au XIVe siècle, il fut par la suite propriété des seigneurs d'Empare durant plusieurs siècles.
Le château fut reconstruit en 1762 dans le style Renaissance, puis confisqué à la Révolution et revendu comme bien national.
Le château et la ferme du château furent acquis en 1795 par Martial Bataillou.
La famille Batallou exploita la ferme comme magnanerie et le château fut longtemps utilisé comme annexe agricole.
Le bâtiment a fait l’objet, depuis 1970, d’importants travaux de restauration et mise en état d’habitabilité.
L'édifice est inscrit au titre des monuments historiques en 1977.

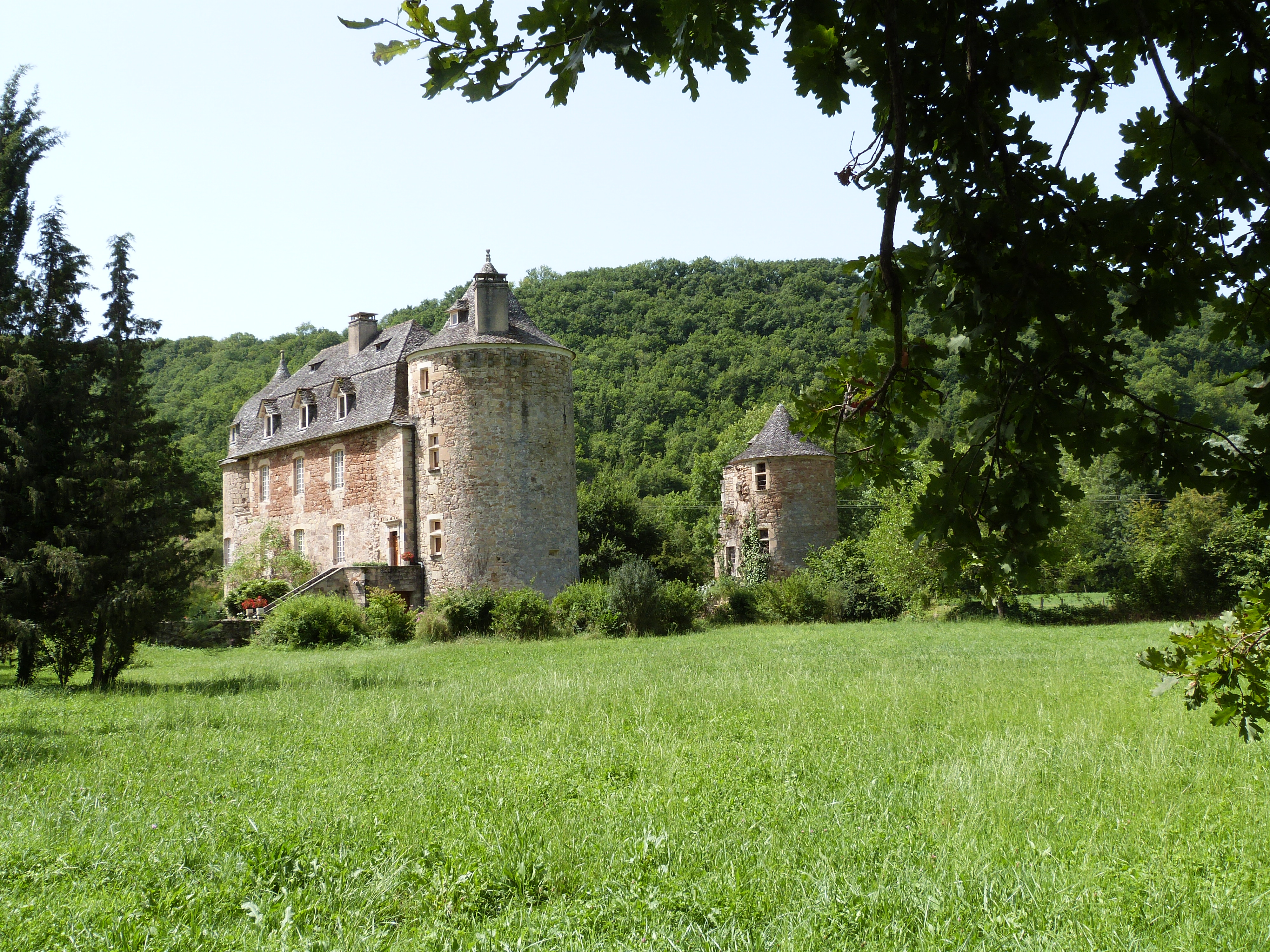
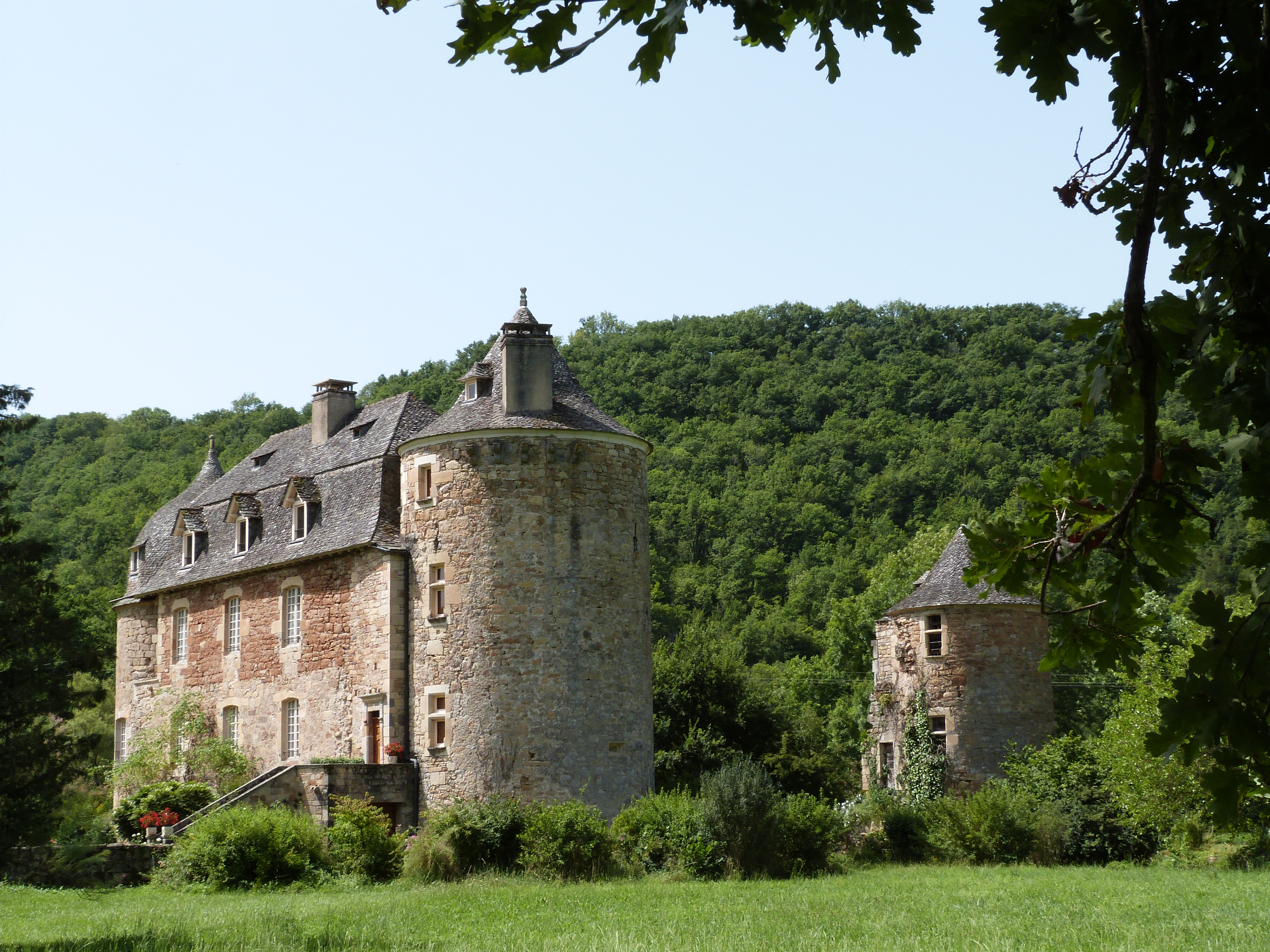
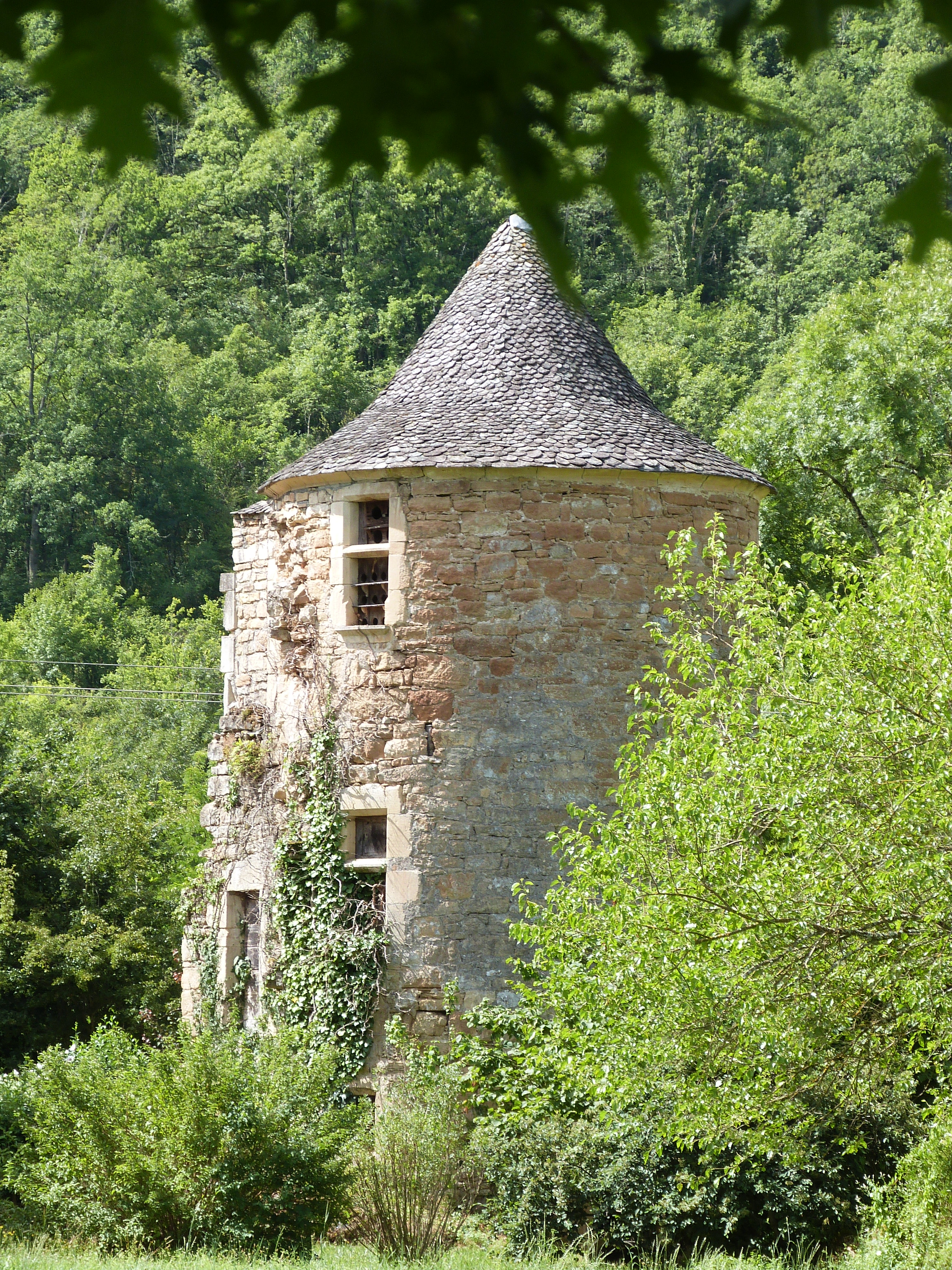
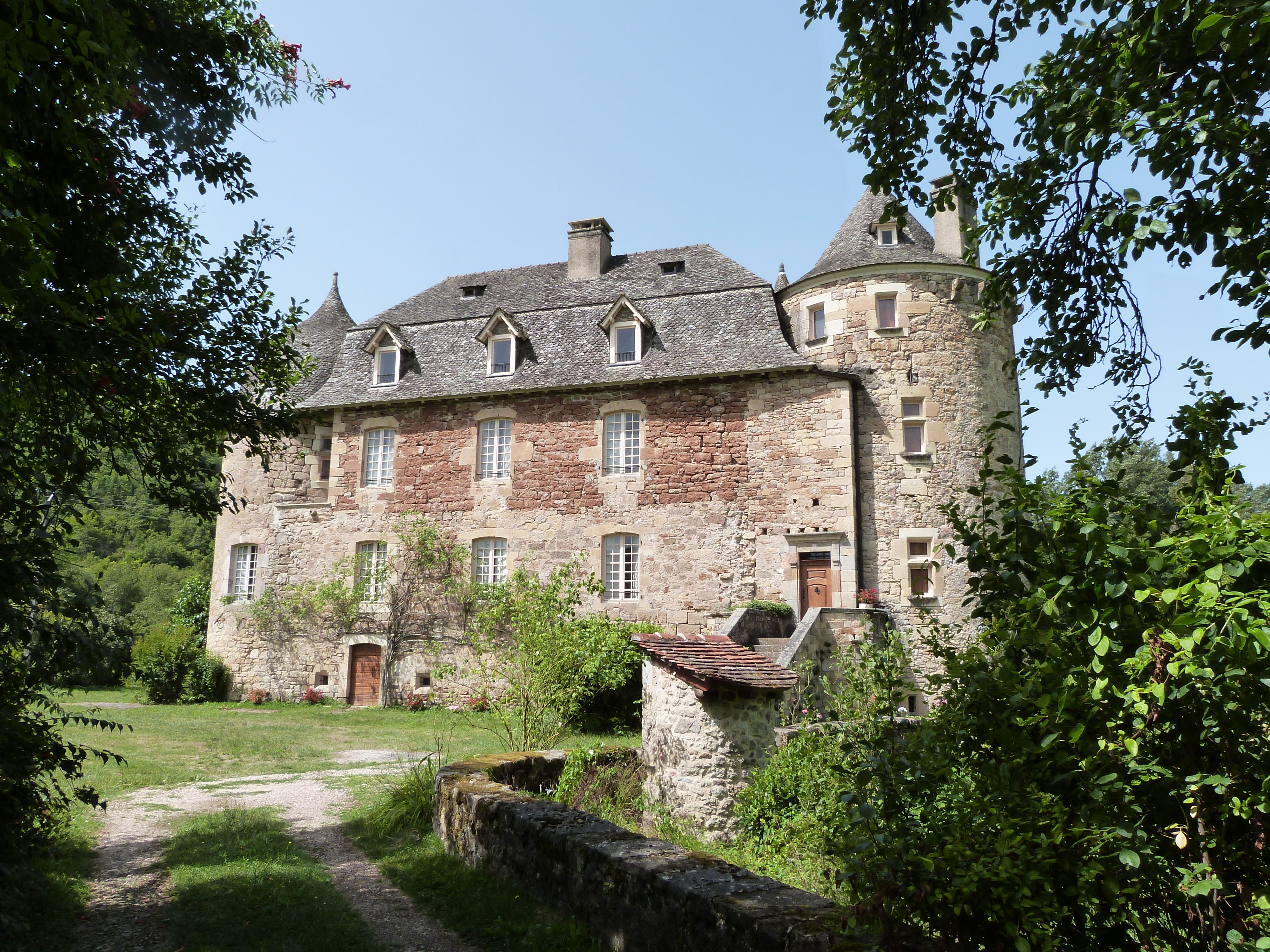